# Éclipse solaire du 26 décembre 2019
Une éclipse solaire annulaire a eu lieu le 26 décembre 2019, c'est la 14e éclipse annulaire du XXIe siècle.

## Parcours

Trajectoire de l'éclipse sur la Terre.

Commençant dans le Moyen-Orient, cette éclipse traverse le Qatar, les Émirats arabes unis le sultanat d'Oman, traverse ensuite l'océan Indien pour passer en Inde du Sud, puis au Sri Lanka, traverse le Golfe du Bengale pour passer à Sumatra, puis en Malaisie ainsi que Singapour où il y a le maximum. L'éclipse continue en passant par Bornéo puis finit dans l'océan Pacifique, en passant par l'ile de Guam.